# Conservatorio Francesco Venezze
Il Conservatorio statale di musica "Francesco Venezze" è un Istituto Superiore di Studi Musicali italiano con sede a Rovigo.

## Storia

### Origini
La nascita dell'istituzione risale al 1970 quando l'allora ministro della Pubblica istruzione Riccardo Misasi indirizzò un telegramma al sindaco di Rovigo, disponendo di far realizzare nel capoluogo del Polesine una sezione staccata del Conservatorio di Verona. Làszlò Spezzaferri (1912-1989) fu incaricato di valutare l'idoneità della sede, collocata nel centro cittadino, presso il settecentesco palazzo Venezze. Il decreto definitivo che avrebbe ufficialmente riconosciuto il Conservatorio di Rovigo fu emesso nel maggio 1975 dal Presidente della Repubblica italiana Giovanni Leone. Prima di quella data, la didattica musicale rodigina novecentesca venne assolta da una Società filarmonica poi trasformata in Civico liceo musicale (1922), guidato in quei primi anni da Marino Cremesini (1890-1973). Già secoli prima erano presenti in città una scuola privata di canto (1595), la cappella musicale del Duomo (1664), i teatri Campagnella (1694), Manfredini (1698) e il teatro Sociale (1819). Il Conservatorio di Rovigo, a differenza di quasi tutti i Conservatori di Musica italiani dedicati ad insigni musicisti, è intitolato a Francesco Antonio Venezze (1792-1864), membro di spicco della famiglia omonima, per la liberalità del dono dell’intero complesso architettonico, oggi sede centrale delle attività accademiche e amministrative.

### Alcune memorie musicali rodigine
La personificazione della città di Rovigo è ricordata nella Cantata RV 688 di Antonio Vivaldi intitolata Le gare del dovere (1708). A Rovigo è ambientata la Pazzia senile (1598) di Adriano Banchieri. Secondo una leggenda, si supponeva che Claudio Monteverdi avesse composto la Cantata de Il rosaio fiorito (1629) per la nascita del figlio di Vito Morosini, podestà e capitano di Rovigo. A Rovigo nacquero il polifonista Antonio Burlini (1577-1623), Carlo Filago (1589-1644), Domenico Tosarini (1794-1884), Lorenzo Barbirolli (1798-1867), il compositore Francesco Malipiero (1824-1887) e Leandro Campanari. Polesani furono anche Attilio Barion, l’editore che osò sfidare Ricordi nella librettistica, il compositore Stefano Gobatti e il pianista e compositore Nicolò Celega (1846-1906). Sensibile alla vita musicale del suo tempo fu anche il martire antifascista polesano Giacomo Matteotti. Ne sono prova i pianoforti storici presenti nella sua casa natale di Fratta Polesine, le testimonianze musicali documentate in molte lettere inviate alla moglie Velia Titta e i rapporti di fraterna amicizia con il cognato, il celebre baritono Titta Ruffo. Originario di una famiglia di Rovigo fu anche il violinista Giuseppe Torelli (1658-1709).

### Sedi storiche e sale da concerto
Oltre a Palazzo Venezze il Conservatorio dispone di tre ulteriori sedi cittadine decentrate. La prima è collocata presso la chiesa di Sant'Agostino (1588), esempio di architettura ferrarese a Rovigo. La seconda, nel Palazzo ex Vescovado (1608), è sede della Scuola secondaria di primo grado Venezze convenzionata con il Conservatorio e di numerose attività didattiche teorico-analitiche, compositive e i dipartimenti fiati, jazz e pop-rock. Infine, nel 2009 è stato inaugurato l'Auditorium "Marco Tamburini" sede di numerose lezioni, conferenze, concerti, nonché aula magna del Conservatorio. 
Presso il salone dei concerti di Palazzo Venezze è collocato un organo meccanico Mascioni a tre tastiere. Il Conservatorio dispone di quattro pianoforti gran coda da concerto (due Steinway & Sons, uno Yamaha e un Bösendorfer).

### Studenti iscritti
Al 31 ottobre 2024 gli studenti iscritti risultano essere 745. La provenienza degli studenti è locale, interregionale e internazionale. Tra questi ultimi una buona percentuale è proveniente dalla Repubblica Popolare della Cina. Agli studenti iscritti, oltre alle attività didattiche, di produzione e di ricerca, è offerta la possibilità di partecipare a produzioni concertistiche, cameristiche, corali e teatrali di tutta la Provincia e della Regione del Veneto. Alla data del 2019 risultano diplomati presso il Conservatorio di Rovigo 1726 studenti.

## Infrastrutture universitarie

### Biblioteca

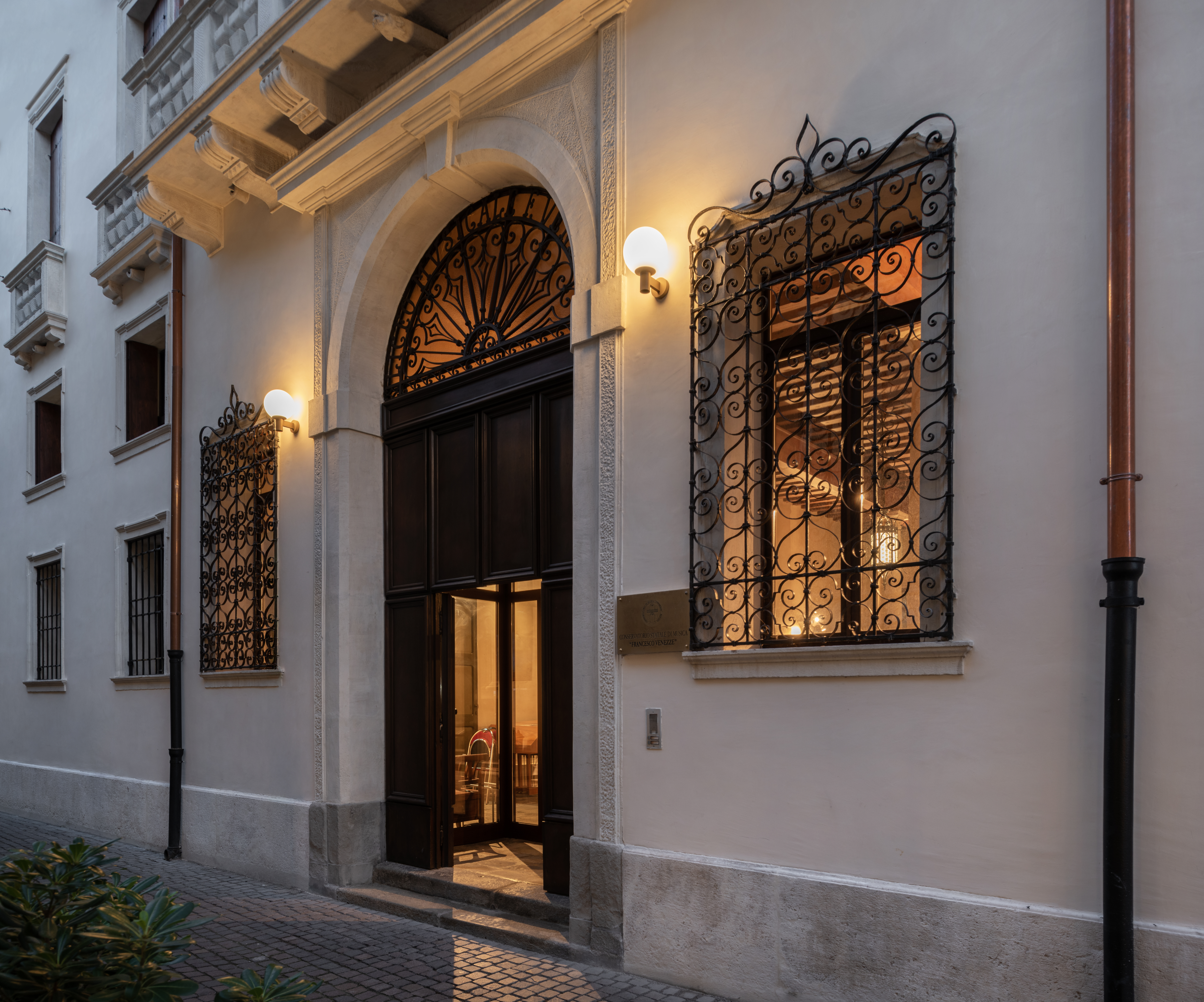
Veduta esterna della Biblioteca del Conservatorio di Rovigo

La Biblioteca del Conservatorio di Rovigo è una infrastruttura di ricerca dotata di oltre 30.000 unità bibliografiche consultabili presso l'opac nazionale SBN. È operativa una Digital Library, sviluppata a partire dal 2024, con un proprio laboratorio per la digitalizzazione collocato all’interno della Biblioteca. Attualmente essa conta già oltre duemila oggetti digitali liberamente consultabili (musica manoscritta e a stampa, lettere autografe, letteratura musicale antica e storica). Presso la Biblioteca sono conservati importanti fondi musicali storici quali l'archivio del direttore d'orchestra polesano Fernando Previtali (1907-1985) e la biblioteca personale del compositore ebreo austriaco Kurt Sonnenfeld (1921-1997) internato nei campi fascisti italiani durante la Seconda guerra mondiale. La Biblioteca conserva un significativo numero di rulli per autopiano alcuni registrati tra il 1920 e il 1929 da pianisti di fama, tra gli altri: Lev Pyšnov, Józef Hofmann, Ignaz Friedman, Arthur Rubinstein. Nel corso del 2024 sono state attivate due sezioni speciali della Biblioteca, la prima denominata Porta orientalis, formata da centinaia di testi di letteratura musicologica in lingua cinese e la seconda con la denominazione di Musica perseguitata, comprendente altrettanti volumi di letteratura musicologica specialistica internazionale su musiche e musicisti perseguitati da politiche di regime.

### Dipartimento di Musica elettronica
La chiesa di Sant’Agostino, eretta nel 1588 dai padri eremitani di Sant’Agostino della Congregazione di Monte Ortone (Abano), rappresenta un esempio funzionale di riutilizzo di beni ecclesiastici dismessi. È sede delle lezioni dei percorsi didattici di Musica elettronica e Composizione per la musica applicata alle immagini e, grazie all’importante parco di strumentazioni digitali ed elettroniche continuamente arricchito, si presta anche a essere luogo di registrazione audio-video.

## Ricerca e Produzione

### Dottorati di Ricerca
Con Decreto 21 febbraio 2024, n. 470 del Ministero dell'Università e della Ricerca, anche i Conservatori di Musica per la prima volta hanno avuto accesso all'accreditamento dei corsi di Dottorato di Ricerca. Presso il Conservatorio di Rovigo sono stati istituiti (XL Ciclo) due corsi di dottorato dai titoli Musica pianistica italiana e Musica perseguitata e patrimoni musicali. È stato inoltre attivato un terzo dottorato in forma associata in collaborazione con il Conservatorio di Vicenza dal titolo Arte e patrimonio culturale come strumenti di ricerca pratica per progetti di ricerca in ambito internazionale.
Il Conservatorio è altresì capofila di un progetto di ricerca sulle neuroscienze per due assegnisti di ricerca in collaborazione con l'Università degli Studi di Padova.

### Produzione
Eventi, festival e rassegne dei vari dipartimenti caratterizzano specificatamente il Conservatorio Venezze. Fin dal 1996 è attivo il laboratorio concertistico Musica e Pittura-Musica e Poesia con eventi pubblici aperti alla città di Rovigo, attualmente prodotti dagli studenti con il coordinamento dei docenti delle Musiche d'Insieme. I concerti svolti negli anni 1996-2024 hanno coinvolto 515 studenti e 181 docenti del Conservatorio. 
Dal 2016 si tiene il Concorso Nazionale Premio Marco Tamburini in onore del trombettista prematuramente scomparso a compimento annuale delle attività concertistiche del dipartimento jazz e, sempre dallo scorso decennio, ampio e diversificato, è attivo il "Progetto Orchestra Fiati Venezze". Durante la pandemia di COVID-19 il Conservatorio ha organizzato una serie di lezioni online poi confluite nella pubblicazione del volume curato da docenti e da studenti.
Dal 2022 si tiene il Concorso Chitarristico Nazionale Paolo Ambroso, mentre dal 2023 sono attivi, attraverso masterclass, incontri con musicisti di chiara fama e concerti tenuti da docenti e studenti, il Pop Rock Festival, il festival di composizione Dialoghi e il Rovigo Piano Festival, quest'ultimo caratterizzato da proposte monografiche dedicate prevalentemente alla musica italiana.
Diverse anche le collaborazioni tra cui quelle con il Teatro Sociale, con il coinvolgimento del Dipartimento di Canto, dell'Orchestra del Conservatorio e del Dipartimento di Musica Antica: in particolare l'opera Pigmalione di Giovanni Alberto Ristori (diretta da Federico Guglielmo con la partecipazione degli studenti del Corso di Violino barocco del Venezze) ha ottenuto il Premio Abbiati 2024 quale migliore iniziativa musicale italiana, e con l'Associazione Musicale Venezze con Rovigo Cello City.
A livello Programma Erasmus+ va citato il progetto internazionale Soundtrack Europe, realizzazione della colonna sonora del film "Snot & Splash, il mistero dei buchi scomparsi" (2023) del regista finlandese Teemu Nikki.

## Organi a canne
L’organo da studio del Conservatorio è stato costruito nel 1981 dalla ditta Mascioni di Azzio (VA) e collocato in un’aula del Palazzo Venezze. È un organo costruito in prolungamento, con una base di 73 canne di bordone (dall'8’) e 61 canne di principale (dal 4’).  Nel salone monumentale di Palazzo Venezze è collocato l’organo da concerto, costruito nel 1983 sempre della ditta Mascioni (op. 1064). Lo strumento è a trasmissione meccanica, tre tastiere e pedaliera concavo-radiale di 32 note.
| I - Manuale Positivo |                       |
| Flauto camino        | 8'                    |
| Corno camoscio       | 4' (Flauto in ottava) |
| Piccolo              | 8'                    |
| Cembalo II           | 8'                    |
| Cromorno             | 8'                    |

| II - Grand'Organo |                 |
| Principale        | 8'              |
| Ottava            | 4'              |
| Decimaquinta      | 2'              |
| Decimanona        | 1' 1/3          |
| Vigesimaseconda   | 1' 2/3          |
| Due di Ripieno    | 2/3 - 1/2       |
| Flauto            | 8'              |
| Sesquialtera      | 2' 2/3 - 1' 3/5 |
| Tromba            | 8'              |

| III - Recitativo Espressivo |        |
| Principale                  | 8'     |
| Ripieno 5 file              | 2'     |
| Flauto armonico             | 8'     |
| Flauto traverso             | 8'     |
| Flauto ottavante            | 4'     |
| Nazardo                     | 2' 2/3 |
| Ottavino                    | 2'     |
| Terza                       | 1' 3/5 |
| Fagotto                     | 16'    |
| Oboe                        | 8'     |
| Voce umana                  | 8'     |
| Tremolo                     |        |

| Pedale             |     |
| Principale tappato | 16' |
| Principale         | 8'  |
| Bordone            | 8'  |
| Corno Camoscio     | 4'  |
| Flauto             | 2'  |
| Controfagotto      | 16' |
| Fagotto            | 4'  |

- L’organo è completato da tutte le unioni tra le tastiere e con il pedale, sei combinazioni elettroniche programmabili, pedali di Crescendo e di Espressione.

## Organizzazione

### Dipartimenti
Il Conservatorio è organizzato nei seguenti dipartimenti:
- Canto;
- Didattica;
- Jazz;
- Pop-Rock;
- Musica elettronica e composizione per la musica applicata alle immagini;
- Strumenti ad arco e a corda;
- Strumenti a fiato;
- Tastiere e strumenti a percussione;
- Teoria e analisi, composizione e direzione;
- Musica antica;
- Musicologia;
- Musica d’insieme

### Direttori del Conservatorio
- Làszlò Spezzaferri (1970-1974, direttore del Conservatorio di Verona)
- Riccardo Castagnone (1974-1976, direttore del Conservatorio di Parma)
- Gian Franco Piva (1976-1977)
- Bianca Maria Furgeri (1977-1979)
- Angelo Bellisario (1978-1979)
- Domenico Serantoni (1979-1980)
- Valeria Baruchello Laganà (1980-1981; 1983-1996)
- Efrem Casagrande (1981-1982)
- Luigi Andrea Gigante (1982-1983)
- Massimo Contiero (1996-2004)
- Luca Paccagnella (2004-2010)
- Vincenzo Soravia (2010-2016; 2021-2025)
- Giuseppe Fagnocchi (2016-2019)

### Presidenti del Conservatorio
- Mario A. Pasqualini (1976-1977; 1981-1982)
- Roberto Rigolin (1982-1984)
- Enrico Zennaro (1987-1990)
- Ennio Raimondi (1990-2002)
- Ilario Bellinazzi (2002-2013)
- Fausto Merchiori (2013-2016)
- Lorenzo Liviero (2016-2019)
- Fiorenzo Scaranello (2019-2022)
- Maria Grazia Faganello (2022-)